# Ymmo
Ymmo († 30. Oktober 984) war Abt des Benediktinerklosters St. Gallen von 976 bis 984.

## Leben
Ymmo folgte 973 auf Ekkehart I. in das Amt des Dekans. Ungefähr Mitte Januar 976 wurde er zum Abt gewählt und von Kaiser Otto II. investiert. Dreimal wird er als Abt in Urkunden erwähnt: 976, am 29. Oktober 980 und 981. Er bezog Partei für Kaiser Otto II., als dieser sich im Konflikt mit dem Bayernherzog Heinrich dem Zänker befand.

## Wirken
Ymmo galt wie sein Vorgänger Notker als milder Klostervorsteher. Dennoch wird er in gleichem Mass als strenger Befolger der Regula Benedicti beschrieben. Ihm gelang, für das Kloster einen wirtschaftlichen Aufschwung einzuleiten sowie einige Güter zurückzugewinnen oder neu zu erwerben. Der Kirchenschatz vermehrte sich unter ihm, so dass er in der Gallus- und Ottmarskirche neue Fresken malen und die Kapelle zum hl. Grab mit einer dem hl. Ulrich geweihten Krypta erbauen lassen konnte.